# Afrikanska mästerskapet i fotboll 2002
Se även Afrikanska mästerskapet i fotboll för damer 2002.
Afrikanska mästerskapet i fotboll 2002 spelades i Mali. Precis som under 2000 års turnering delades 16 lag in i fyra grupper. Regerande mästarna från år 2000, Kamerun, vann turneringen för fjärde gången, genom att slå Senegal med 3–2 på straffsparkar efter att finalen slutat 0–0 efter ordinarie speltid och förlängning.

## Spelorter och anläggningar
| Orter   | Anläggningar                   | Publikkapacitet |
| ------- | ------------------------------ | --------------- |
| Bamako  | Stade 26 mars                  | 60 000          |
| Bamako  | Stade Modibo Keïta             | 30 000          |
| Kayes   | Stade Abdoulaye Nakoro Cissoko | 15 000          |
| Mopti   | Stade Barema Bocoum            | 15 000          |
| Ségou   | Stade Amari Daou               | 15 000          |
| Sikasso | Stade Babemba Traoré           | 15 000          |

## Deltagande lag

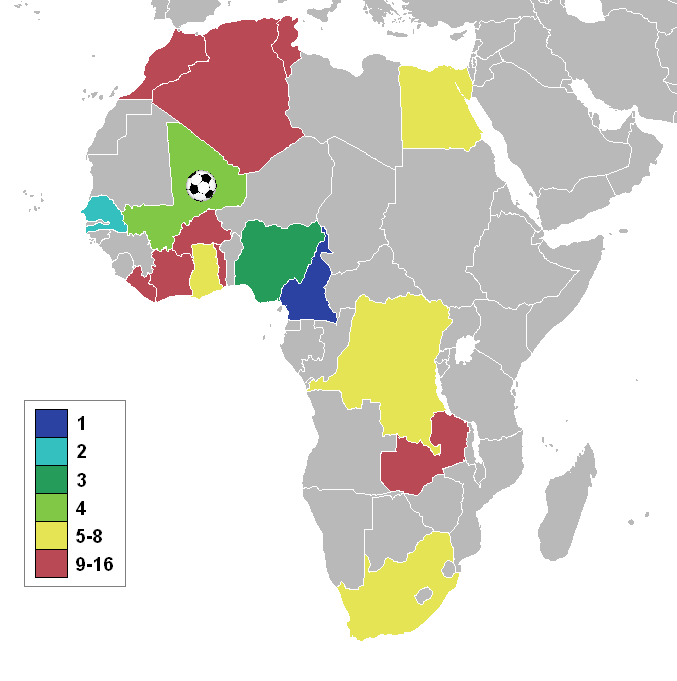
Deltagande lag

| - Algeriet - Burkina Faso - Kamerun - Kongo-Kinshasa - Elfenbenskusten - Egypten - Ghana - Liberia | - Mali - Marocko - Nigeria - Senegal - Sydafrika - Togo - Tunisien - Zambia |

## Gruppspel
Grönmarkerade lag gick vidare till kvartsfinalerna.

### Grupp A
| Lag      | S | V | O | F | GM | IM | MS | P |
| -------- | - | - | - | - | -- | -- | -- | - |
| Nigeria  | 3 | 2 | 1 | 0 | 2  | 0  | +2 | 7 |
| Mali     | 3 | 1 | 2 | 0 | 3  | 1  | +2 | 5 |
| Liberia  | 3 | 0 | 2 | 1 | 3  | 4  | −1 | 2 |
| Algeriet | 3 | 0 | 1 | 2 | 2  | 5  | −3 | 1 |

|       | 19 januari 2002 | Mali      | 1 – 1   | Liberia  | Stade 26 mars, Bamako                                |                                                      |
| 16:00 | 16:00           | Keita 87′ | (0 – 1) | Weah 45′ | Publik: 50 000 Domare: Abdel-Hakim Shelmani (Libyen) | Publik: 50 000 Domare: Abdel-Hakim Shelmani (Libyen) |
| 16:00 | 16:00           |           |         |          | Publik: 50 000 Domare: Abdel-Hakim Shelmani (Libyen) | Publik: 50 000 Domare: Abdel-Hakim Shelmani (Libyen) |
| 16:00 | 16:00           |           |         |          | Publik: 50 000 Domare: Abdel-Hakim Shelmani (Libyen) | Publik: 50 000 Domare: Abdel-Hakim Shelmani (Libyen) |

|       | 21 januari 2002 | Algeriet | 0 – 1   | Nigeria      | Stade 26 mars, Bamako                               |                                                     |
| 16:00 | 16:00           |          | (0 – 1) | Aghahowa 43′ | Publik: 10 000 Domare: Felix Tangawarima (Zimbabwe) | Publik: 10 000 Domare: Felix Tangawarima (Zimbabwe) |
| 16:00 | 16:00           |          |         |              | Publik: 10 000 Domare: Felix Tangawarima (Zimbabwe) | Publik: 10 000 Domare: Felix Tangawarima (Zimbabwe) |
| 16:00 | 16:00           |          |         |              | Publik: 10 000 Domare: Felix Tangawarima (Zimbabwe) | Publik: 10 000 Domare: Felix Tangawarima (Zimbabwe) |

|       | 24 januari 2002 | Mali | 0 – 0 | Nigeria | Stade 26 mars, Bamako                       |                                             |
| 19:00 | 19:00           |      |       |         | Publik: 50 000 Domare: Alex Quartey (Ghana) | Publik: 50 000 Domare: Alex Quartey (Ghana) |
| 19:00 | 19:00           |      |       |         | Publik: 50 000 Domare: Alex Quartey (Ghana) | Publik: 50 000 Domare: Alex Quartey (Ghana) |
| 19:00 | 19:00           |      |       |         | Publik: 50 000 Domare: Alex Quartey (Ghana) | Publik: 50 000 Domare: Alex Quartey (Ghana) |

|       | 25 januari 2002 | Liberia              | 2 – 2   | Algeriet                  | Stade 26 mars, Bamako                        |                                              |
| 19:30 | 19:30           | Daye 7′ K. Sebwe 72′ | (1 – 1) | Akrour 45′ Kraouche 90+1′ | Publik: 4 000 Domare: Divine Evehe (Kamerun) | Publik: 4 000 Domare: Divine Evehe (Kamerun) |
| 19:30 | 19:30           |                      |         |                           | Publik: 4 000 Domare: Divine Evehe (Kamerun) | Publik: 4 000 Domare: Divine Evehe (Kamerun) |
| 19:30 | 19:30           |                      |         |                           | Publik: 4 000 Domare: Divine Evehe (Kamerun) | Publik: 4 000 Domare: Divine Evehe (Kamerun) |

|       | 28 januari 2002 | Mali                   | 2 – 0   | Algeriet | Stade 26 mars, Bamako                            |                                                  |
| 18:00 | 18:00           | Bagayoko 18′ Touré 24′ | (2 – 0) |          | Publik: 50 000 Domare: Lim Kee Chong (Mauritius) | Publik: 50 000 Domare: Lim Kee Chong (Mauritius) |
| 18:00 | 18:00           |                        |         |          | Publik: 50 000 Domare: Lim Kee Chong (Mauritius) | Publik: 50 000 Domare: Lim Kee Chong (Mauritius) |
| 18:00 | 18:00           |                        |         |          | Publik: 50 000 Domare: Lim Kee Chong (Mauritius) | Publik: 50 000 Domare: Lim Kee Chong (Mauritius) |

|       | 28 januari 2002 | Liberia | 0 – 1   | Nigeria      | Stade Barema Bocoum, Mopti                  |                                             |
| 18:00 | 18:00           |         | (0 – 0) | Aghahowa 63′ | Publik: 9 000 Domare: Falla Ndoye (Senegal) | Publik: 9 000 Domare: Falla Ndoye (Senegal) |
| 18:00 | 18:00           |         |         |              | Publik: 9 000 Domare: Falla Ndoye (Senegal) | Publik: 9 000 Domare: Falla Ndoye (Senegal) |
| 18:00 | 18:00           |         |         |              | Publik: 9 000 Domare: Falla Ndoye (Senegal) | Publik: 9 000 Domare: Falla Ndoye (Senegal) |

### Grupp B
| Lag          | S | V | O | F | GM | IM | MS | P |
| ------------ | - | - | - | - | -- | -- | -- | - |
| Sydafrika    | 3 | 1 | 2 | 0 | 3  | 1  | +2 | 5 |
| Ghana        | 3 | 1 | 2 | 0 | 2  | 1  | +1 | 5 |
| Marocko      | 3 | 1 | 1 | 1 | 3  | 4  | −1 | 4 |
| Burkina Faso | 3 | 0 | 1 | 2 | 2  | 4  | −2 | 1 |

|       | 20 januari 2002 | Sydafrika | 0 – 0 | Burkina Faso | Stade Amare Daou, Ségou                      |                                              |
| 19:30 | 19:30           |           |       |              | Publik: 12 000 Domare: Falla Ndoye (Senegal) | Publik: 12 000 Domare: Falla Ndoye (Senegal) |
| 19:30 | 19:30           |           |       |              | Publik: 12 000 Domare: Falla Ndoye (Senegal) | Publik: 12 000 Domare: Falla Ndoye (Senegal) |
| 19:30 | 19:30           |           |       |              | Publik: 12 000 Domare: Falla Ndoye (Senegal) | Publik: 12 000 Domare: Falla Ndoye (Senegal) |

|       | 21 januari 2002 | Marocko | 0 – 0 | Ghana | Stade Amare Daou, Ségou                          |                                                  |
| 16:00 | 16:00           |         |       |       | Publik: 4 000 Domare: Domenico Messina (Italien) | Publik: 4 000 Domare: Domenico Messina (Italien) |
| 16:00 | 16:00           |         |       |       | Publik: 4 000 Domare: Domenico Messina (Italien) | Publik: 4 000 Domare: Domenico Messina (Italien) |
| 16:00 | 16:00           |         |       |       | Publik: 4 000 Domare: Domenico Messina (Italien) | Publik: 4 000 Domare: Domenico Messina (Italien) |

|       | 24 januari 2002 | Sydafrika | 0 – 0 | Ghana | Stade Amare Daou, Ségou                       |                                               |
| 16:00 | 16:00           |           |       |       | Publik: 5 000 Domare: Mourad Daami (Tunisien) | Publik: 5 000 Domare: Mourad Daami (Tunisien) |
| 16:00 | 16:00           |           |       |       | Publik: 5 000 Domare: Mourad Daami (Tunisien) | Publik: 5 000 Domare: Mourad Daami (Tunisien) |
| 16:00 | 16:00           |           |       |       | Publik: 5 000 Domare: Mourad Daami (Tunisien) | Publik: 5 000 Domare: Mourad Daami (Tunisien) |

|       | 26 januari 2002 | Burkina Faso | 1 – 2   | Marocko           | Stade Amare Daou, Ségou                         |                                                 |
| 15:30 | 15:30           | Dagano 58′   | (0 – 1) | Zerouali 23′, 85′ | Publik: 6 000 Domare: Lim Kee Chong (Mauritius) | Publik: 6 000 Domare: Lim Kee Chong (Mauritius) |
| 15:30 | 15:30           |              |         |                   | Publik: 6 000 Domare: Lim Kee Chong (Mauritius) | Publik: 6 000 Domare: Lim Kee Chong (Mauritius) |
| 15:30 | 15:30           |              |         |                   | Publik: 6 000 Domare: Lim Kee Chong (Mauritius) | Publik: 6 000 Domare: Lim Kee Chong (Mauritius) |

|       | 30 januari 2002 | Sydafrika                         | 3 – 1   | Marocko               | Stade Amare Daou, Ségou                           |                                                   |
| 16:00 | 16:00           | Zuma 42′ Mngomeni 48′ Nomvete 51′ | (1 – 0) | Benmahmoud 77′ (str.) | Publik: 3 000 Domare: Gamal Al-Ghandour (Egypten) | Publik: 3 000 Domare: Gamal Al-Ghandour (Egypten) |
| 16:00 | 16:00           |                                   |         |                       | Publik: 3 000 Domare: Gamal Al-Ghandour (Egypten) | Publik: 3 000 Domare: Gamal Al-Ghandour (Egypten) |
| 16:00 | 16:00           |                                   |         |                       | Publik: 3 000 Domare: Gamal Al-Ghandour (Egypten) | Publik: 3 000 Domare: Gamal Al-Ghandour (Egypten) |

|       | 30 januari 2002 | Burkina Faso  | 1 – 2   | Ghana             | Stade Barema Bocoum, Mopti                            |                                                       |
| 16:00 | 16:00           | A. Traoré 81′ | (0 – 0) | Boakye 90′, 90+1′ | Publik: 15 000 Domare: Chukwudi Chukwujekwu (Nigeria) | Publik: 15 000 Domare: Chukwudi Chukwujekwu (Nigeria) |
| 16:00 | 16:00           |               |         |                   | Publik: 15 000 Domare: Chukwudi Chukwujekwu (Nigeria) | Publik: 15 000 Domare: Chukwudi Chukwujekwu (Nigeria) |
| 16:00 | 16:00           |               |         |                   | Publik: 15 000 Domare: Chukwudi Chukwujekwu (Nigeria) | Publik: 15 000 Domare: Chukwudi Chukwujekwu (Nigeria) |

### Grupp C
| Lag             | S | V | O | F | GM | IM | MS | P |
| --------------- | - | - | - | - | -- | -- | -- | - |
| Kamerun         | 3 | 3 | 0 | 0 | 5  | 0  | +5 | 9 |
| Kongo-Kinshasa  | 3 | 1 | 1 | 1 | 3  | 2  | +1 | 4 |
| Togo            | 3 | 0 | 2 | 1 | 0  | 3  | −3 | 2 |
| Elfenbenskusten | 3 | 0 | 1 | 2 | 1  | 4  | −3 | 1 |

|       | 20 januari 2002 | Kamerun   | 1 – 0   | Kongo-Kinshasa | Stade Babemba Traoré, Sikasso               |                                             |
| 17:30 | 17:30           | Mboma 40′ | (1 – 0) |                | Publik: 15 000 Domare: Coffi Codjia (Benin) | Publik: 15 000 Domare: Coffi Codjia (Benin) |
| 17:30 | 17:30           |           |         |                | Publik: 15 000 Domare: Coffi Codjia (Benin) | Publik: 15 000 Domare: Coffi Codjia (Benin) |
| 17:30 | 17:30           |           |         |                | Publik: 15 000 Domare: Coffi Codjia (Benin) | Publik: 15 000 Domare: Coffi Codjia (Benin) |

|       | 21 januari 2002 | Togo | 0 – 0 | Elfenbenskusten | Stade Babemba Traoré, Sikasso                         |                                                       |
| 18:00 | 18:00           |      |       |                 | Publik: 15 000 Domare: Chukwudi Chukwujekwu (Nigeria) | Publik: 15 000 Domare: Chukwudi Chukwujekwu (Nigeria) |
| 18:00 | 18:00           |      |       |                 | Publik: 15 000 Domare: Chukwudi Chukwujekwu (Nigeria) | Publik: 15 000 Domare: Chukwudi Chukwujekwu (Nigeria) |
| 18:00 | 18:00           |      |       |                 | Publik: 15 000 Domare: Chukwudi Chukwujekwu (Nigeria) | Publik: 15 000 Domare: Chukwudi Chukwujekwu (Nigeria) |

|       | 25 januari 2002 | Kamerun   | 1 – 0   | Elfenbenskusten | Stade Babemba Traoré, Sikasso                      |                                                    |
| 17:30 | 17:30           | Mboma 85′ | (0 – 0) |                 | Publik: 15 000 Domare: Gamal Al-Ghandour (Egypten) | Publik: 15 000 Domare: Gamal Al-Ghandour (Egypten) |
| 17:30 | 17:30           |           |         |                 | Publik: 15 000 Domare: Gamal Al-Ghandour (Egypten) | Publik: 15 000 Domare: Gamal Al-Ghandour (Egypten) |
| 17:30 | 17:30           |           |         |                 | Publik: 15 000 Domare: Gamal Al-Ghandour (Egypten) | Publik: 15 000 Domare: Gamal Al-Ghandour (Egypten) |

|       | 26 januari 2002 | Kongo-Kinshasa | 0 – 0 | Togo | Stade Babemba Traoré, Sikasso                       |                                                     |
| 17:30 | 17:30           |                |       |      | Publik: 7 000 Domare: Tessema Hailemalak (Etiopien) | Publik: 7 000 Domare: Tessema Hailemalak (Etiopien) |
| 17:30 | 17:30           |                |       |      | Publik: 7 000 Domare: Tessema Hailemalak (Etiopien) | Publik: 7 000 Domare: Tessema Hailemalak (Etiopien) |
| 17:30 | 17:30           |                |       |      | Publik: 7 000 Domare: Tessema Hailemalak (Etiopien) | Publik: 7 000 Domare: Tessema Hailemalak (Etiopien) |

|       | 29 januari 2002 | Kamerun                          | 3 – 0   | Togo | Stade Babemba Traoré, Sikasso                      |                                                    |
| 16:00 | 16:00           | Mettomo 52′ Eto'o 80′ Olembé 89′ | (0 – 0) |      | Publik: 6 000 Domare: Petros Mathabela (Sydafrika) | Publik: 6 000 Domare: Petros Mathabela (Sydafrika) |
| 16:00 | 16:00           |                                  |         |      | Publik: 6 000 Domare: Petros Mathabela (Sydafrika) | Publik: 6 000 Domare: Petros Mathabela (Sydafrika) |
| 16:00 | 16:00           |                                  |         |      | Publik: 6 000 Domare: Petros Mathabela (Sydafrika) | Publik: 6 000 Domare: Petros Mathabela (Sydafrika) |

|       | 29 januari 2002 | Kongo-Kinshasa                            | 3 – 1   | Elfenbenskusten | Stade Abdoulaye Nakoro Cissoko, Keyes               |                                                     |
| 16:00 | 16:00           | Yuvuladio 28′ Nonda 66′ Kimoto 81′ (str.) | (0 – 0) | Traoré 86′      | Publik: 12 000 Domare: Felix Tangawarima (Zimbabwe) | Publik: 12 000 Domare: Felix Tangawarima (Zimbabwe) |
| 16:00 | 16:00           |                                           |         |                 | Publik: 12 000 Domare: Felix Tangawarima (Zimbabwe) | Publik: 12 000 Domare: Felix Tangawarima (Zimbabwe) |
| 16:00 | 16:00           |                                           |         |                 | Publik: 12 000 Domare: Felix Tangawarima (Zimbabwe) | Publik: 12 000 Domare: Felix Tangawarima (Zimbabwe) |

### Grupp D
| Lag      | S | V | O | F | GM | IM | MS | P |
| -------- | - | - | - | - | -- | -- | -- | - |
| Senegal  | 3 | 2 | 1 | 0 | 2  | 0  | +2 | 7 |
| Egypten  | 3 | 2 | 0 | 1 | 3  | 2  | +1 | 6 |
| Tunisien | 3 | 0 | 2 | 1 | 0  | 1  | −1 | 2 |
| Zambia   | 3 | 0 | 1 | 2 | 1  | 3  | −2 | 1 |

|       | 20 januari 2002 | Egypten | 0 – 1   | Senegal    | Stade Modibo Kéïta, Bamako                        |                                                   |
| 15:30 | 15:30           |         | (0 – 0) | Diatta 82′ | Publik: 20 000 Domare: Mohammad Guezzaz (Marocko) | Publik: 20 000 Domare: Mohammad Guezzaz (Marocko) |
| 15:30 | 15:30           |         |         |            | Publik: 20 000 Domare: Mohammad Guezzaz (Marocko) | Publik: 20 000 Domare: Mohammad Guezzaz (Marocko) |
| 15:30 | 15:30           |         |         |            | Publik: 20 000 Domare: Mohammad Guezzaz (Marocko) | Publik: 20 000 Domare: Mohammad Guezzaz (Marocko) |

|       | 21 januari 2002 | Zambia | 0 – 0 | Tunisien | Stade Modibo Kéïta, Bamako                   |                                              |
| 19:00 | 19:00           |        |       |          | Publik: 6 000 Domare: Koman Coulibaly (Mali) | Publik: 6 000 Domare: Koman Coulibaly (Mali) |
| 19:00 | 19:00           |        |       |          | Publik: 6 000 Domare: Koman Coulibaly (Mali) | Publik: 6 000 Domare: Koman Coulibaly (Mali) |
| 19:00 | 19:00           |        |       |          | Publik: 6 000 Domare: Koman Coulibaly (Mali) | Publik: 6 000 Domare: Koman Coulibaly (Mali) |

|       | 25 januari 2002 | Egypten  | 1 – 0   | Tunisien | Stade Modibo Kéïta, Bamako                           |                                                      |
| 15:30 | 15:30           | Emam 23′ | (1 – 0) |          | Publik: 3 000 Domare: Arturo Daudén Ibáñez (Spanien) | Publik: 3 000 Domare: Arturo Daudén Ibáñez (Spanien) |
| 15:30 | 15:30           |          |         |          | Publik: 3 000 Domare: Arturo Daudén Ibáñez (Spanien) | Publik: 3 000 Domare: Arturo Daudén Ibáñez (Spanien) |
| 15:30 | 15:30           |          |         |          | Publik: 3 000 Domare: Arturo Daudén Ibáñez (Spanien) | Publik: 3 000 Domare: Arturo Daudén Ibáñez (Spanien) |

|       | 26 januari 2002 | Senegal    | 1 – 0   | Zambia | Stade Modibo Kéïta, Bamako                           |                                                      |
| 19:30 | 19:30           | Camara 90′ | (0 – 0) |        | Publik: 20 000 Domare: Abdel-Hakim Shelmani (Libyen) | Publik: 20 000 Domare: Abdel-Hakim Shelmani (Libyen) |
| 19:30 | 19:30           |            |         |        | Publik: 20 000 Domare: Abdel-Hakim Shelmani (Libyen) | Publik: 20 000 Domare: Abdel-Hakim Shelmani (Libyen) |
| 19:30 | 19:30           |            |         |        | Publik: 20 000 Domare: Abdel-Hakim Shelmani (Libyen) | Publik: 20 000 Domare: Abdel-Hakim Shelmani (Libyen) |

|       | 31 januari 2002 | Egypten           | 2 – 1   | Zambia       | Stade Modibo Kéïta, Bamako                  |                                             |
| 16:00 | 16:00           | Mido 35′ Emam 53′ | (1 – 0) | Kampamba 89′ | Publik: 10 000 Domare: Coffi Codjia (Benin) | Publik: 10 000 Domare: Coffi Codjia (Benin) |
| 16:00 | 16:00           |                   |         |              | Publik: 10 000 Domare: Coffi Codjia (Benin) | Publik: 10 000 Domare: Coffi Codjia (Benin) |
| 16:00 | 16:00           |                   |         |              | Publik: 10 000 Domare: Coffi Codjia (Benin) | Publik: 10 000 Domare: Coffi Codjia (Benin) |

|       | 31 januari 2002 | Senegal | 0 – 0 | Tunisien | Stade Abdoulaye Nakoro Cissoko, Keyes            |                                                  |
| 16:00 | 16:00           |         |       |          | Publik: 8 000 Domare: Domenico Messina (Italien) | Publik: 8 000 Domare: Domenico Messina (Italien) |
| 16:00 | 16:00           |         |       |          | Publik: 8 000 Domare: Domenico Messina (Italien) | Publik: 8 000 Domare: Domenico Messina (Italien) |
| 16:00 | 16:00           |         |       |          | Publik: 8 000 Domare: Domenico Messina (Italien) | Publik: 8 000 Domare: Domenico Messina (Italien) |

## Utslagsspel
|  | Kvartsfinaler                     | Kvartsfinaler                    |                                   |       | Semifinaler | Semifinaler |  |  | Final                           | Final |
|  |                                   |                                  |                                   |       |             |             |  |  |                                 |       |
|  | 3 februari 2002 (19:00) - Bamako  |                                  |                                   |       |             |             |  |  |                                 |       |
|  |                                   |                                  |                                   |       |             |             |  |  |                                 |       |
|  | Nigeria                           | 1                                |                                   |       |             |             |  |  |                                 |       |
|  | Nigeria                           | 1                                | 7 februari 2002 (16:00) - Bamako  |       |             |             |  |  |                                 |       |
|  | Ghana                             | 0                                |                                   |       |             |             |  |  |                                 |       |
|  | Ghana                             | 0                                | Nigeria                           | 1 (1) |             |             |  |  |                                 |       |
|  | 4 februari 2002 (19:00) - Bamako  |                                  | Nigeria                           | 1 (1) |             |             |  |  |                                 |       |
|  |                                   | Senegal (e fl)                   | 1 (2)                             |       |             |             |  |  |                                 |       |
|  | Senegal                           | Senegal (e fl)                   | 1 (2)                             | 2     |             |             |  |  |                                 |       |
|  | Senegal                           |                                  | 10 februari 2002 (16:00) - Bamako | 2     |             |             |  |  |                                 |       |
|  | Kongo-Kinshasa                    | 0                                |                                   |       |             |             |  |  |                                 |       |
|  | Kongo-Kinshasa                    | 0                                | Senegal                           | 0 (2) |             |             |  |  |                                 |       |
|  | 3 februari 2002 (16:00) - Kayes   |                                  | Senegal                           | 0 (2) |             |             |  |  |                                 |       |
|  |                                   | Kamerun (str)                    | 0 (3)                             |       |             |             |  |  |                                 |       |
|  | Sydafrika                         | Kamerun (str)                    | 0 (3)                             | 0     |             |             |  |  |                                 |       |
|  | Sydafrika                         | 7 februari 2002 (19:00) - Bamako |                                   | 0     |             |             |  |  |                                 |       |
|  | Mali                              | 2                                |                                   |       |             |             |  |  |                                 |       |
|  | Mali                              | 2                                | Mali                              | 0     | Bronsmatch  | Bronsmatch  |  |  |                                 |       |
|  | 4 februari 2002 (16:00) - Sikasso |                                  | Mali                              | 0     | Bronsmatch  | Bronsmatch  |  |  |                                 |       |
|  |                                   | Kamerun                          | 3                                 |       |             |             |  |  |                                 |       |
|  | Kamerun                           | Kamerun                          | 3                                 | 1     | Nigeria     | 1           |  |  |                                 |       |
|  | Kamerun                           |                                  |                                   | 1     | Nigeria     | 1           |  |  |                                 |       |
|  | Egypten                           | 0                                |                                   | Mali  | 0           |             |  |  |                                 |       |
|  | Egypten                           | 0                                |                                   |       | 0           |             |  |  |                                 |       |
|  |                                   |                                  |                                   |       |             |             |  |  | 9 februari 2002 (16:00) - Mopti |       |
|  |                                   |                                  |                                   |       |             |             |  |  |                                 |       |

### Kvartsfinaler
|       | 3 februari 2002 | Sydafrika | 0 – 2   | Mali                          | Stade Abdoulaye Nakoro Cissoko, Kayes                 |                                                       |
| 16:00 | 16:00           |           | (0 – 0) | Touré 60′ Dr. Coulibaly 90+2′ | Publik: 15 000 Domare: Arturo Daudén Ibáñez (Spanien) | Publik: 15 000 Domare: Arturo Daudén Ibáñez (Spanien) |
| 16:00 | 16:00           |           |         |                               | Publik: 15 000 Domare: Arturo Daudén Ibáñez (Spanien) | Publik: 15 000 Domare: Arturo Daudén Ibáñez (Spanien) |
| 16:00 | 16:00           |           |         |                               | Publik: 15 000 Domare: Arturo Daudén Ibáñez (Spanien) | Publik: 15 000 Domare: Arturo Daudén Ibáñez (Spanien) |

|       | 3 februari 2002 | Nigeria   | 1 – 0   | Ghana | Stade 26 mars, Bamako                             |                                                   |
| 19:00 | 19:00           | Lawal 80′ | (0 – 0) |       | Publik: 25 000 Domare: Mohammad Guezzaz (Marocko) | Publik: 25 000 Domare: Mohammad Guezzaz (Marocko) |
| 19:00 | 19:00           |           |         |       | Publik: 25 000 Domare: Mohammad Guezzaz (Marocko) | Publik: 25 000 Domare: Mohammad Guezzaz (Marocko) |
| 19:00 | 19:00           |           |         |       | Publik: 25 000 Domare: Mohammad Guezzaz (Marocko) | Publik: 25 000 Domare: Mohammad Guezzaz (Marocko) |

|       | 4 februari 2002 | Kamerun   | 1 – 0   | Egypten | Stade Babemba Traoré, Sikasso                  |                                                |
| 16:00 | 16:00           | Mboma 62′ | (0 – 0) |         | Publik: 15 000 Domare: Mourad Daami (Tunisien) | Publik: 15 000 Domare: Mourad Daami (Tunisien) |
| 16:00 | 16:00           |           |         |         | Publik: 15 000 Domare: Mourad Daami (Tunisien) | Publik: 15 000 Domare: Mourad Daami (Tunisien) |
| 16:00 | 16:00           |           |         |         | Publik: 15 000 Domare: Mourad Daami (Tunisien) | Publik: 15 000 Domare: Mourad Daami (Tunisien) |

|       | 4 februari 2002 | Senegal            | 2 – 0   | Kongo-Kinshasa | Stade Modibo Keïta, Bamako                        |                                                   |
| 19:00 | 19:00           | Diao 30′ Diouf 86′ | (1 – 0) |                | Publik: 25 000 Domare: Domenico Messina (Italien) | Publik: 25 000 Domare: Domenico Messina (Italien) |
| 19:00 | 19:00           |                    |         |                | Publik: 25 000 Domare: Domenico Messina (Italien) | Publik: 25 000 Domare: Domenico Messina (Italien) |
| 19:00 | 19:00           |                    |         |                | Publik: 25 000 Domare: Domenico Messina (Italien) | Publik: 25 000 Domare: Domenico Messina (Italien) |

### Semifinaler
|       | 7 februari 2002 | Nigeria      | 1 – 2 (e.fl.) | Senegal                | Stade Modibo Keïta, Bamako                  |                                             |
| 16:00 | 16:00           | Aghahowa 88′ | (0 – 0)       | P.B. Diop 54′ Diao 97′ | Publik: 20 000 Domare: Coffi Codjia (Benin) | Publik: 20 000 Domare: Coffi Codjia (Benin) |
| 16:00 | 16:00           |              |               |                        | Publik: 20 000 Domare: Coffi Codjia (Benin) | Publik: 20 000 Domare: Coffi Codjia (Benin) |
| 16:00 | 16:00           |              |               |                        | Publik: 20 000 Domare: Coffi Codjia (Benin) | Publik: 20 000 Domare: Coffi Codjia (Benin) |

|       | 7 februari 2002 | Mali | 0 – 3   | Kamerun                   | Stade 26 mars, Bamako                            |                                                  |
| 19:00 | 19:00           |      | (0 – 2) | Olembé 39′, 45+1′ Foé 84′ | Publik: 50 000 Domare: Lim Kee Chong (Mauritius) | Publik: 50 000 Domare: Lim Kee Chong (Mauritius) |
| 19:00 | 19:00           |      |         |                           | Publik: 50 000 Domare: Lim Kee Chong (Mauritius) | Publik: 50 000 Domare: Lim Kee Chong (Mauritius) |
| 19:00 | 19:00           |      |         |                           | Publik: 50 000 Domare: Lim Kee Chong (Mauritius) | Publik: 50 000 Domare: Lim Kee Chong (Mauritius) |

### Bronsmatch
|       | 9 februari 2002 | Nigeria    | 1 – 0   | Mali | Stade Barema Bocoum, Mopti                           |                                                      |
| 16:00 | 16:00           | Yakubu 29′ | (1 – 0) |      | Publik: 15 000 Domare: Abdel-Hakim Shelmani (Libyen) | Publik: 15 000 Domare: Abdel-Hakim Shelmani (Libyen) |
| 16:00 | 16:00           |            |         |      | Publik: 15 000 Domare: Abdel-Hakim Shelmani (Libyen) | Publik: 15 000 Domare: Abdel-Hakim Shelmani (Libyen) |
| 16:00 | 16:00           |            |         |      | Publik: 15 000 Domare: Abdel-Hakim Shelmani (Libyen) | Publik: 15 000 Domare: Abdel-Hakim Shelmani (Libyen) |

### Final
|       | 13 februari 2002 | Senegal                      | 0 – 0 (e.fl.)            | Kamerun                       | Stade 26 mars, Bamako                              |                                                    |
| 15:00 | 15:00            |                              |                          |                               | Publik: 50 000 Domare: Gamal Al-Ghandour (Egypten) | Publik: 50 000 Domare: Gamal Al-Ghandour (Egypten) |
| 15:00 | 15:00            |                              |                          |                               | Publik: 50 000 Domare: Gamal Al-Ghandour (Egypten) | Publik: 50 000 Domare: Gamal Al-Ghandour (Egypten) |
| 15:00 | 15:00            | Coly Fadiga Faye Diouf Cisse | Straffsparksläggning 2–3 | Wome Suffo Lauren Geremi Song | Publik: 50 000 Domare: Gamal Al-Ghandour (Egypten) | Publik: 50 000 Domare: Gamal Al-Ghandour (Egypten) |

## Vinnare
| Mästare i afrikanska mästerskapet 2002        |
| --------------------------------------------- |
| Kameruns herrlandslag i fotboll Fjärde titeln |

## Målgörare
| 3 mål - Patrick Mboma - Salomon Olembé - Julius Aghahowa 2 mål - Hazem Emam - Isaac Boakye - Bassala Touré - Hicham Zerouali - Salif Diao | 1 mål - Nassim Akrour - Nasreddine Kraouche - Moumouni Dagano - Amadou Traoré - Samuel Eto'o - Lucien Mettomo - Marc-Vivien Foé - Papi Kimoto - Shabani Nonda - Yves Yuvuladio - Kandia Traoré - Mido - Prince Akim Daye - Kelvin Sebwe - George Weah | - Mamadou Bagayoko - Dramane Coulibaly - Seydou Keita - Rachid Benmahmoud - Yakubu Aiyegbeni - Garba Lawal - Souleymane Camara - Lamine Diatta - Papa Bouba Diop - El-Hadji Diouf - Thabo Mngomeni - Siyabonga Nomvete - Sibusiso Zuma - Gift Kampamba |